# Loir-et-Cher
Loir-et-Cher är ett franskt departement i regionen Centre-Val de Loire. Huvudort är Blois. Departementet har fått sitt hamn efter floderna Loir och Cher. 